# Tryggvi Þór Herbertsson
Tryggvi Þór Herbertsson (transkribiert Tryggvi Thor Herbertsson; * 17. Januar 1963 in Neskaupstaður) ist ein isländischer Ökonom und Politiker (Unabhängigkeitspartei).
Von 2009 bis 2013 war er Abgeordneter des isländischen Parlaments Althing für den Nordöstlichen Wahlkreis. Er war Mitglied der Ausschüsse für Wirtschaft und Steuern sowie Industrie.